# Tadeusz Detyna
Tadeusz Detyna (ur. 16 marca 1960 w Opolu, zm. 8 marca 2021 tamże) – polski socjolog, znawca Azji Południowo-Wschodniej, doktor nauk humanistycznych w zakresie socjologii.

## Życiorys
Syn Stanisława i Jarosławy (z domu Słuta). Urodził się i spędził dzieciństwo w Opolu, uczęszczając do szkoły podstawowej oraz Liceum Ogólnokształcącego nr II. Studia wyższe, socjologiczne ukończył na Wydziale Nauk Społecznych Katolickiego Uniwersytetu Lubelskiego w 1987 r. Tam też uzyskał stopień naukowy doktora nauk humanistycznych w zakresie socjologii. W swych naukowych zainteresowaniach koncentrował się na obszarach szczególne sobie bliskich, jak m.in.: socjologia stosunków międzynarodowych, historia społeczna Indochin, socjologia rodziny, społeczne problemy Azji Południowo-Wschodniej.
Swoją zawodową aktywność w Uniwersytecie Opolskim rozpoczął w 1991 roku. Początkowo, jeszcze jako magister, na stanowisku asystenta w Instytucie Nauk Społecznych, później, już jako adiunkt, w Instytucie Filozofii i Socjologii, następnie w samodzielnej jednostce – w Instytucie Socjologii w ramach Zakładu Antropologii i Socjologii Kultury, a od 2019 roku w Katedrze Nauk Socjologicznych i Pracy Socjalnej Instytutu Nauk Pedagogicznych.
W całym okresie swojej pracy pełnił wiele funkcji, wśród nich m.in.: współpracował z Polskim Towarzystwem Socjologicznym (od roku 1996), w którym pełnił funkcję skarbnika Oddziału Opolskiego, pełnił także tę funkcję w opolskim oddziale Stowarzyszenia „Wspólnota Polska”, z kolei w wymiarze akademickim zapisał się w pamięci m.in. jako wieloletni opiekun Studenckiego Koła Naukowego Socjologów.

## Najważniejsze publikacje naukowe
- Społeczeństwo kambodżańskie w okresie gwałtownych przemian oraz polskie reakcje na wydarzenia w kraju, Wyd. Uniwersytetu Opolskiego, Opole 2010;
- Detyna T., Marszałek-Kawa J. (red.), Polska-Kambodża. Łączy nas bolesna przeszłość. Zbliży nas przyszłość, Wyd. A. Marszałek, Toruń 2008;
- Detyna T., Kisielewicz D. (red.), Wkład Polek na emigracji w rozwój kultury i nauki polskiej[2].